# Автошлях E41
Європейський маршрут Е41 — європейський автомобільний маршрут з'єднує Дортмунд, Німеччина й Альтдорф, Швейцарія.

## Міста, через які проходить маршрут
- Німеччина:    Дортмунд - Гаґен - Ольпе - Зіген - Вецлар - Ганау - Ашаффенбург - Вюрцбург - Гайльбронн - Штутгарт - Беблінген - Герренберг - Філлінген-Швеннінген - Бад-Дюрргайм - Зінген
- Швейцарія: Шаффгаузен - Вінтертур - Цюрих - Швіц - Альтдорф [1]

Е41 пов'язаний з маршрутами
|  | - E34 - E37 - E40 - E44 |  | - E451 - E50 - E52 - E531 |  | - E54 - E60 - E35 |

## Фотографії

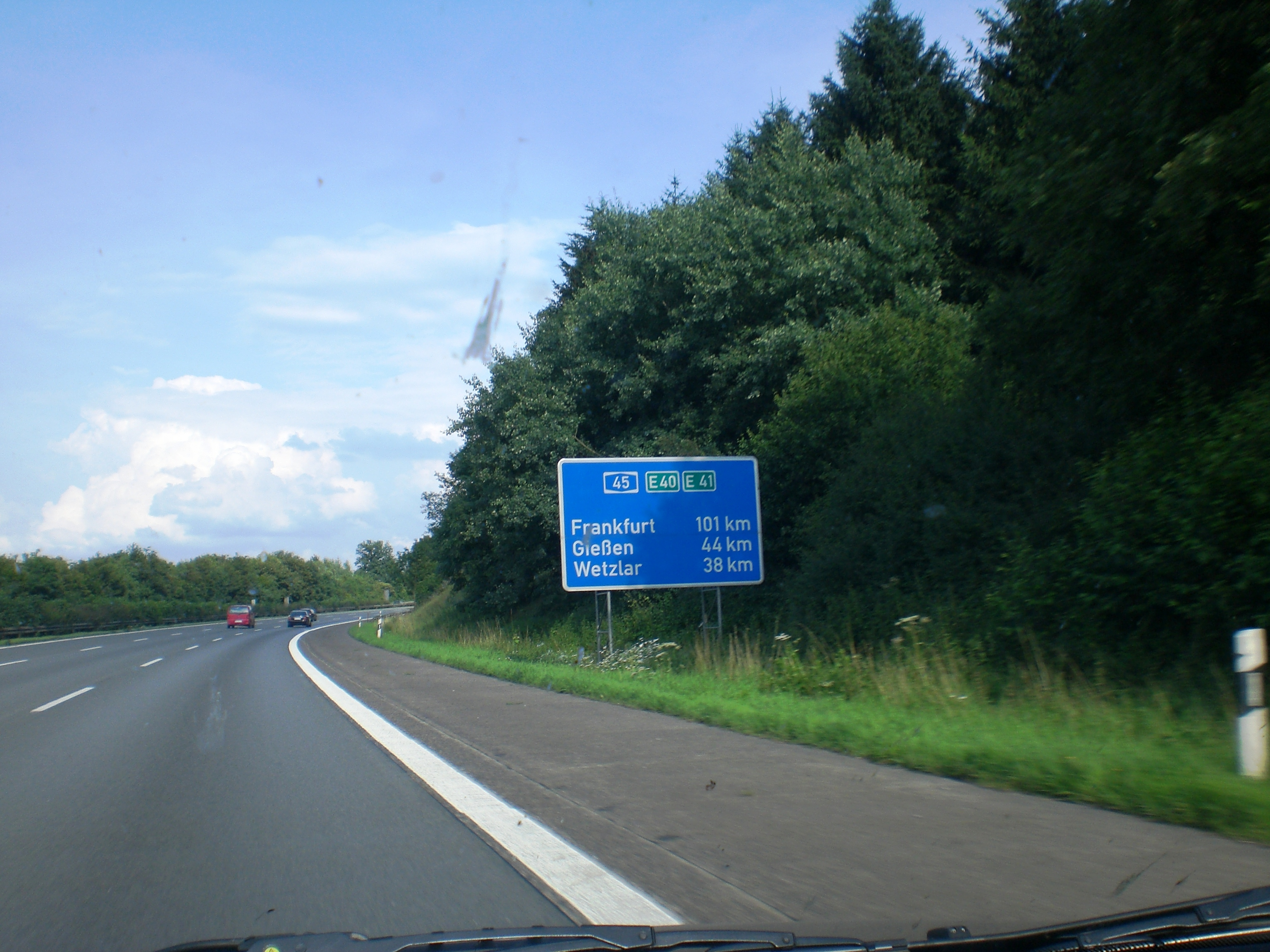
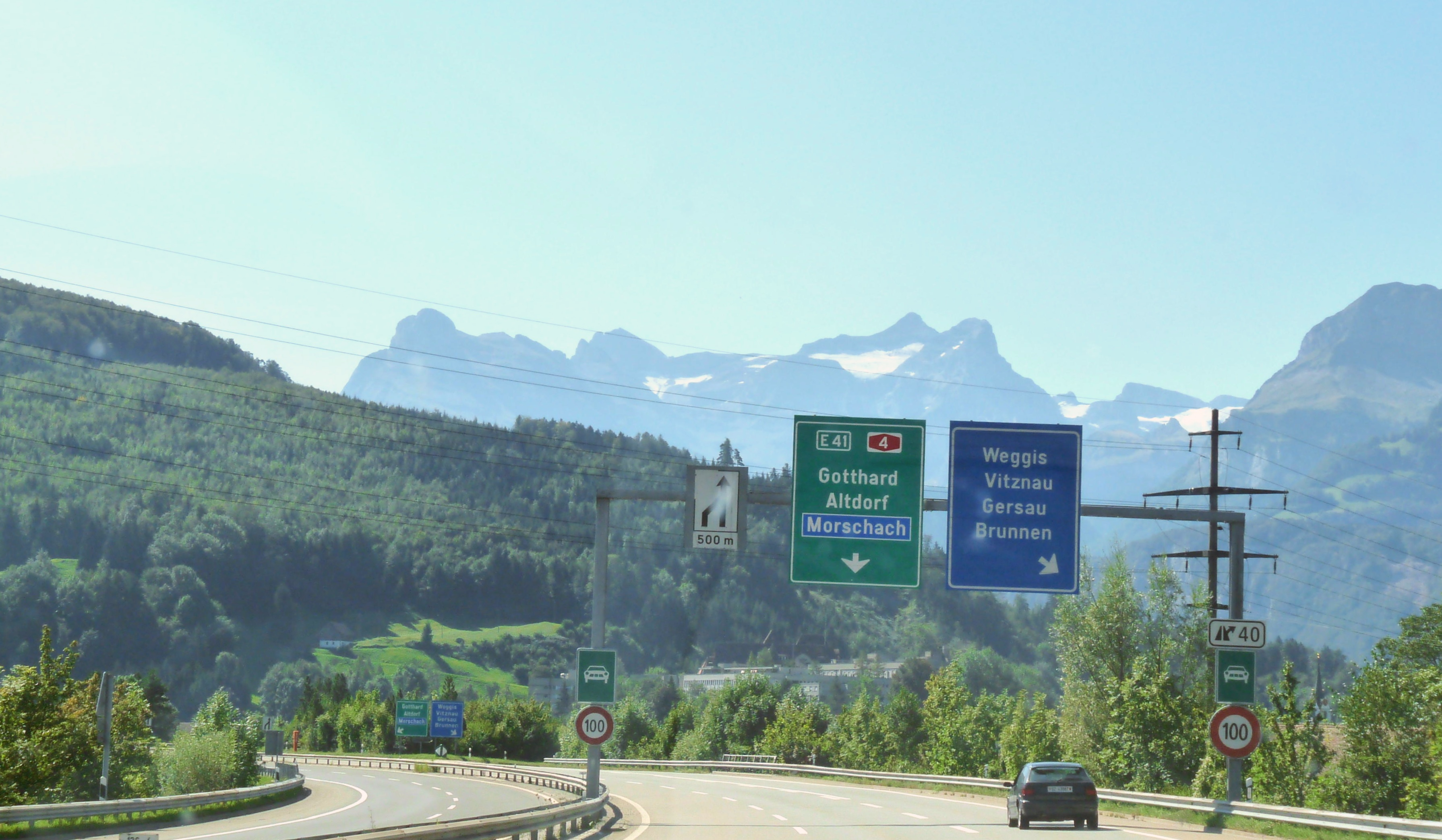
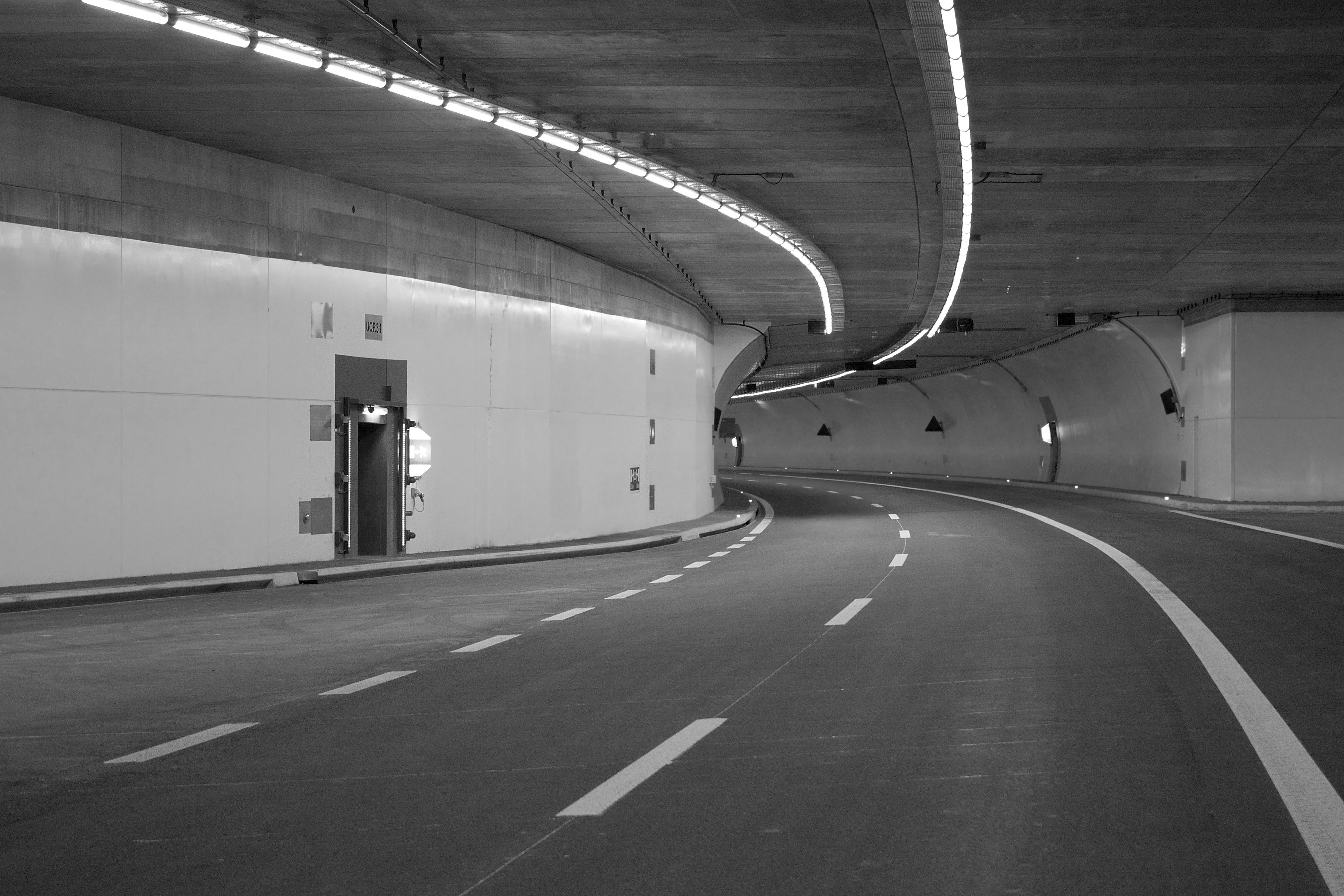
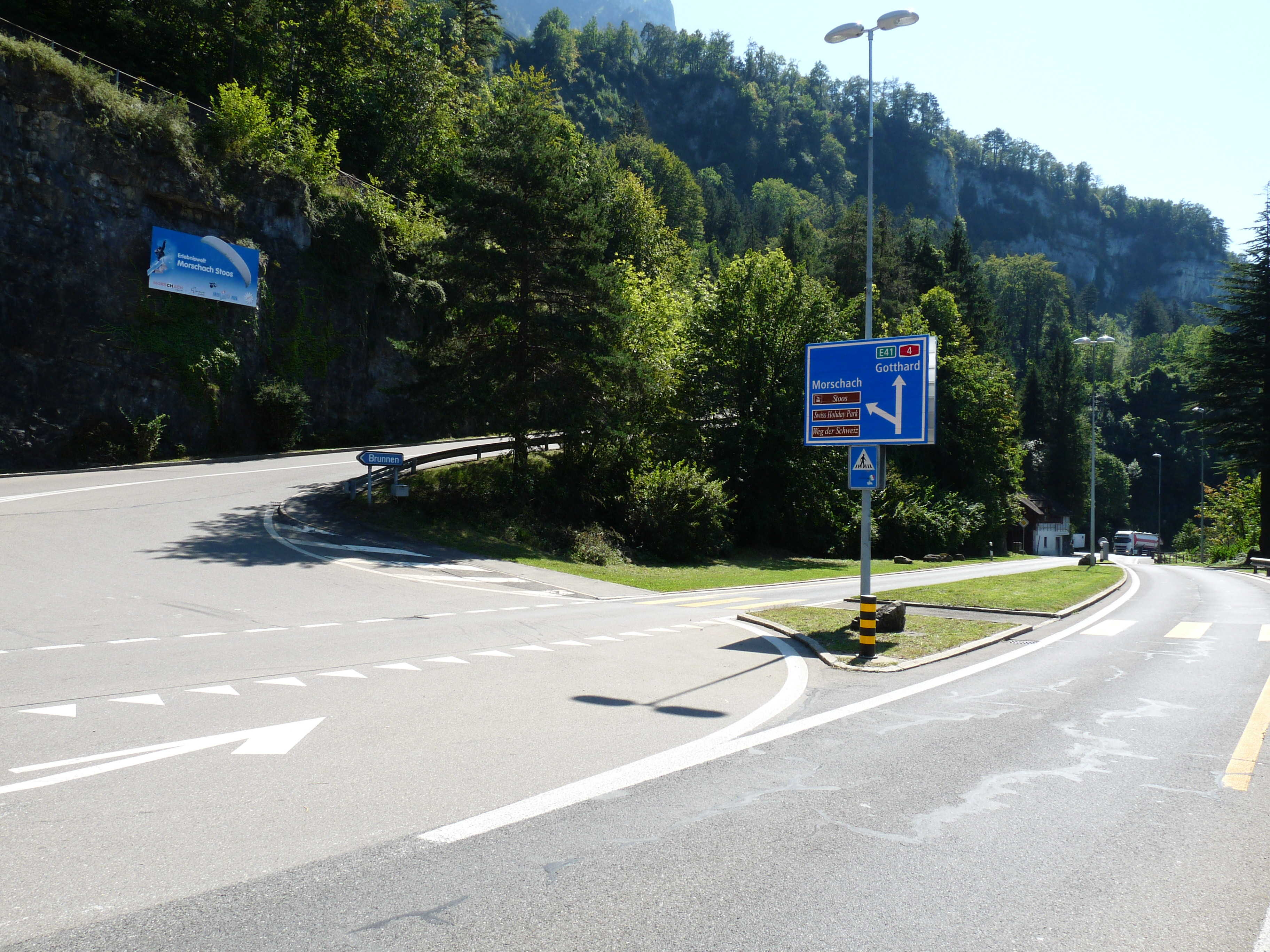

## Див. Також
- Список європейських автомобільних маршрутів